# Rodney Hill
Rodney Hill (* 11. Juni 1921 in Yorkshire; † 2. Februar 2011) war ein britischer Ingenieurwissenschaftler und Angewandter Mathematiker.
Hill studierte Mathematik an der University of Cambridge (Gaius and Gonville College). Während des Zweiten Weltkriegs wurde er in die Kriegsforschung einbezogen und arbeitete in einer von Nevill Francis Mott geleiteten Theoretikergruppe, die sich mit dem Eindringen von Artilleriegeschossen in Panzerungen befasste. Dadurch entstand sein Interesse für Plastizitätstheorie, die er nach dem Krieg weiter bei E. Orowan am Cavendish-Laboratorium in Cambridge studierte. Er wandte die Plastizitätstheorie unter anderem auf Umformprozesse an. 1948 wurde er in Cambridge promoviert. Seine Dissertation veröffentlichte er 1950 in erweiterter Form als Buch The mathematical theory of plasticity, das bald als Standardwerk galt. Ab 1949 leitete er eine Abteilung beim Metal Flow Research Laboratory der British Iron and Steel Association. 1953 wurde er Professor für Angewandte Mathematik an der University of Nottingham. 1963 war er wieder in Cambridge, wo er seine Forschungen in Angewandter Mechanik fortsetzte.
Ab 1952 war er Herausgeber des neu gegründeten Journal of the Mechanics and Physics of Solids.
1961 wurde er Fellow der Royal Society, deren Royal Medal er 1993 erhielt, und 1978 erhielt er eine Ehrendoktorwürde (D. Sc.) der University of Bath.
Der 2008 erstmals vergebene Rodney Hill Prize für Mechanik ist ihm zu Ehren vom Verlag Elsevier gestiftet worden und wird zusammen mit der International Union of Theoretical and Applied Mechanics (IUTAM) vergeben.

## Schriften
- The mathematical theory of plasticity, Oxford, Clarendon Press 1950